# Palotailva
Palotailva (románul: Lunca Bradului) falu Maros megyében, Erdélyben, Romániában, Palotailva község központja.

## Fekvése
Maros megye északi részén helyezkedik el a Felső-Maros-áttörésben, a Maros két partján, 550 méteres tengerszint feletti magasságban, a Kelemen- és a Görgényi-havasok között. Áthalad rajta az E578-as európai út (a Romániai útszámozás szerint DN15).

## Története
Keletkezése a 19. század elejére tehető. Létrejötte és fejlődése elsősorban a faiparral hozható összefüggésbe. 1850-ben 246 lakosa volt. Kilenc évtized múlva, 1941-ben lakossága már 2462 főt számlált: 1369 magyar, 888 román, 53 német, 152 más nemzetiségű.